# Gitona gossypii
Gitona gossypii är en tvåvingeart som beskrevs av Seguy 1933. Gitona gossypii ingår i släktet Gitona och familjen daggflugor.
Artens utbredningsområde är Moçambique. Inga underarter finns listade i Catalogue of Life.